# Le Homard (film, 1913)
Pour les articles homonymes, voir Le Homard.
Pour plus de détails, voir Fiche technique et Distribution.

Le Homard est un film muet français réalisé par Léonce Perret et sorti en 1913.

## Fiche technique
- Réalisateur : Léonce Perret
- Chef-opérateur : Georges Specht
- Société de production : Société des Etablissements L. Gaumont
- Format : Muet - Noir et blanc - 1,33:1 - 35 mm
- Pays de production : France
- Genre : Comédie
- Année de sortie : 1913

## Distribution
- Léonce Perret : Léonce
- Suzanne Grandais : Suzanne
- Valentine Petit : une baigneuse